# Parachiton communis
Parachiton communis är en blötdjursart som beskrevs av Saito 1996. Parachiton communis ingår i släktet Parachiton och familjen Leptochitonidae. Inga underarter finns listade i Catalogue of Life.